# WWE No Way Out
Pour les articles homonymes, voir No Way Out.
WWE No Way Out est un pay-per-view de la WWE et se déroulait chaque année au mois de février, dans la dernière ligne droite avant le show de l'année, WrestleMania. Ce pay-per-view fut remplacé par St. Valentine's Day Massacre en 1999. De 2004 à 2007, ce fut un PPV exclusif à la division WWE SmackDown. En France, cet évènement fait l'objet d'une sortie en DVD chez "One Plus One" depuis l'édition 2006. Le pay-per-view fut remplacé au profit d'Elimination Chamber en 2010.
En 2012, il est de nouveau inclut dans le calendrier de la WWE, cette fois-ci au mois de juin.

## Historique deNo Way Out

### 1998
No Way Out of Texas 1998 s'est déroulé le 15 février 1998 au Compaq Center de Houston au Texas.
| #                                                          | Résultats | Stipulations                                                     | Commentaires | Durée |
| ---------------------------------------------------------- | --- | ---------------------------------------------------------------- | --- | ----- |
| Saturday NIght Heat                                        | The Headbangers (Mosh et Thrasher) battent Goldust et Marc Mero | Tag team match                                                   | - Thrasher a effectué le tombé sur Mero. | 13:27 |
| 1                                                          | TAKA Michinoku (c) bat Pantera | Match simple pour le WWF Light Heavyweight Championship          | - Michinoku a effectué le tombé sur Pantera. | 10:09 |
| 2                                                          | The Godwinns (Henry et Phineas) battent The Quebecers (Jacques Rougeau et Pierre Ouellet)                                                                                         | Tag team match                                                   | - Phinneas a effectué le tombé sur Pierre. | 11:15 |
| 3                                                          | Bradshaw bat NWA North American Heavyweight Champion Jeff Jarrett (c) par disqualification                                                                                        | Match simple pour le NWA North American Heavyweight Championship | - Jarrett était disqualifié et donc il conservait le titre. | 08:33 |
| 4                                                          | Ken Shamrock, Ahmed Johnson et The Disciples of Apocalypse (Chainz, Skull, et 8-Ball) battent The Nation of Domination (The Rock, Farooq, D'Lo Brown, Kama Mustafa et Mark Henry) | 10-Man Tag Team Match                                            | - Shamrock a fait abandonner Rock sur le Ankle Lock. | 13:44 |
| 5                                                          | Kane bat Vader | Match simple                                                     | - Kane a effectué le tombé sur Vader après un Chokeslam et un Tombstone Piledriver.                                                                                                | 10:57 |
| 6                                                          | Steve Austin, Owen Hart, Cactus Jack et Chainsaw Charlie battent Triple H, Savio Vega et The New Age Outlaws (Billy Gunn et Road Dogg)                                            | match sans disqualifications                                     | - Austin a effectué le tombé sur Road Dogg après un Stone Cold Stunner. - Shawn Michaels devait participer au match mais était remplacé par Vega après s'être blessé le dos à Raw. | 17:37 |
| (c) désigne le champion défendant son titre dans le match. | |                                                                  | |       |

### 2000
No Way Out 2000 s'est déroulé le 27 février 2000 au Hartford Civic Center de Hartford dans le Connecticut.
| #                                                          | Résultats | Stipulations                                           | Commentaires | Durée |
| ---------------------------------------------------------- | --- | ------------------------------------------------------ | --- | ----- |
| 1                                                          | Kurt Angle bat Chris Jericho (c) (avec Chyna)                                                                              | Match simple pour le WWF Intercontinental Championship | - Angle a effectué le tombé sur Jericho après l'avoir frappé avec la ceinture.                                                                     | 10:14 |
| 2                                                          | The Dudley Boyz (Bubba Ray et D-Von) battent The New Age Outlaws (c) (Road Dogg et Mr. Ass)                                | Tag team match pour le WWF Tag Team Championship       | - D-Von a effectué le tombé sur Road Dogg après un 3D.                                                                                             | 05:20 |
| 3                                                          | Mark Henry bat Viscera | Match simple                                           | - Henry a effectué le tombé sur Viscera après un tacle de football.                                                                                | 03:44 |
| 4                                                          | Edge et Christian battent The Hardy Boyz (Matt et Jeff)                                                                    | Tag team match                                         | - Christian a effectué le tombé sur Matt après que Terri Runnels fit tomber Hardy de la troisième corde.                                           | 15:05 |
| 5                                                          | Tazz bat The Big Boss Man par disqualification                                                                             | Match simple                                           | - Boss Man était disqualifié. | 01:23 |
| 6                                                          | X-Pac (avec Tori) bat Kane                                                                                                 | No Holds Barred Match                                  | - X-Pac a effectué le tombé sur Kane après avoir porté un dropkick sur les escaliers en ferraille.                                                 | 07:50 |
| 7                                                          | Too Cool (Rikishi, Scotty 2 Hotty et Grand Master Sexay) battent The Radicalz (Chris Benoit, Dean Malenko et Perry Saturn) | 6-Man Tag Team Match                                   | - Rikishi a effectué le tombé sur Malenko après un Rump Shaker.                                                                                    | 13:30 |
| 8                                                          | The Big Show bat The Rock                                                                                                  | Match simple                                           | - Big Show a effectué le tombé sur Rock pour décrocher une chance au WWF Championship à WrestleMania 2000 après une intervention de Shane McMahon. | 09:33 |
| 9                                                          | Triple H (c) bat Cactus Jack                                                                                               | Hell in a Cell match pour le WWF Championship          | - Triple H a effectué le tombé sur Cactus après un Pedigree. - Selon la stipulation d'avant match, Cactus devait prendre sa retraite.              | 23:57 |
| (c) désigne le champion défendant son titre dans le match. | |                                                        | |       |

### 2001
No Way Out 2001 s'est déroulé le 25 février 2001 au Thomas & Mack Center de Las Vegas, Nevada :
| #                                                          | Résultats | Stipulations                                                   | Commentaires | Durée |
| ---------------------------------------------------------- | --- | -------------------------------------------------------------- | --- | ----- |
| Sunday Night HEAT match                                    | Rikishi bat Matt Hardy par disqualification                                                                            | Match simple                                                   | - Hardy était disqualifié. | 03:50 |
| 1                                                          | The Big Show bat Raven (c)                                                                                             | Match simple pour le WWF Hardcore Championship                 | - Big Show a effectué le tombé sur Raven après un chokeslam sur une poubelle. - Pendant le match Billy Gunn a effectué le tombé sur Raven pour remporter le WWF Hardcore Championship, ensuite Raven a réalisé le compte de trois sur Billy Gunn pour récupérer le WWF Hardcore Championship. | 04:20 |
| 2                                                          | Chris Jericho (c) bat Chris Benoit, X-Pac et Eddie Guerrero                                                            | Fatal Four Way match pour le WWF Intercontinental Championship | - Chris Jericho a fait le tombé sur X-Pac sur un roll-up. | 12:17 |
| 3                                                          | Stephanie McMahon bat Trish Stratus                                                                                    | Match simple                                                   | - Stephanie a effectué le tombé sur Stratus après l'intervention de William Regal qui a porté le Regal Cutter sur Trish. | 08:29 |
| 4                                                          | Triple H bat Steve Austin                                                                                              | 3 Stages of Hell Match                                         | - Austin a effectué le tombé sur HHH dans un Match simple après un Stone Cold Stunner (12:20) - HHH a effectué le tombé sur Austin dans un Street Fight après un Pedigree (28:11) - HHH a effectué le tombé sur Austin dans un Steel Cage match après qu'ils se sont frappés tous les deux respectivement avec un sledgehammer et une batte de barbelé au même moment, HHH tombait sur Austin pour réaliser le décompte et l'emporter (39:27) | 39:26 |
| 5                                                          | Steven Richards bat Jerry Lawler                                                                                       | Match simple                                                   | - Steven a fait le tombé sur Lawler après un Stevie Kick. | 05:32 |
| 6                                                          | The Dudley Boyz (c) (Bubba Ray et D-Von) battent Edge et Christian et Brothers Of Destruction (The Undertaker et Kane) | 6-Man Tag Team Tables match pour le WWF Tag Team Championship  | - Les Dudleyz envoient Christian à travers une table avec un 3D. | 12:04 |
| 7                                                          | The Rock bat Kurt Angle (c)                                                                                            | Match simple pour le WWF Championship                          | - Rock a effectué le tombé sur Angle après deux Rock Bottoms. - The Big Show intervient au milieu du match et porte un chokeslam sur le Rock, Angle, et l'arbitre. | 16:53 |
| (c) désigne le champion défendant son titre dans le match. | |                                                                | |       |

### 2002
No Way Out 2002 s'est déroulé le 17 février 2002 au Bradley Center de Milwaukee, Wisconsin.
| #                                       | Match | Stipulation | Durée |
| --------------------------------------- | --- | --- | ----- |
| Dark                                    | Diamond Dallas Page (c) bat Boss Man par disqualification                                                           | Match simple pour le championnat Européen.                                                                                                   | 03:18 |
| 1                                       | APA (Bradshaw et Faarooq) remportent le match en éliminant Billy and Chuck (Billy Gunn et Chuck Palumbo) en dernier | Tag Team Turmoil match | 16:38 |
| 2                                       | Rob Van Dam bat Goldust                                                                                             | Match simple | 11:08 |
| 3                                       | Spike Dudley et Tazz (c) battent Booker T et Test                                                                   | Match par équipes pour le championnat du monde par équipes de la WWF.                                                                        | 07:16 |
| 4                                       | William Regal (c) bat Edge                                                                                          | Brass Knucles on a Pole match pour le championnat Intercontinental.                                                                          | 10:22 |
| 5                                       | The Rock bat The Undertaker                                                                                         | Match simple | 17:25 |
| 6                                       | Kurt Angle bat Triple H                                                                                             | Match simple pour déterminer l'aspirant n°1 au championnat indisputé de la WWF à WrestleMania X8 avec Stephanie McMahon en arbitre spéciale. | 14:39 |
| 7                                       | Chris Jericho (c) bat Stone Cold Steve Austin                                                                       | Match simple pour le championnat indisputé de la WWF                                                                                         | 21:33 |
| (c) désigne le(s) champion(s) en titre. | | |       |

### 2003
No Way Out 2003 s'est déroulé le 23 février 2003 au Centre Bell de Montréal, Québec au Canada.
| #                                       | Match                                                                                          | Stipulation                                                 | Durée |
| --------------------------------------- | ---------------------------------------------------------------------------------------------- | ----------------------------------------------------------- | ----- |
| Dark                                    | Rey Mysterio bat Jamie Noble (avec Nidia)                                                      | Match simple.                                               | 4:35  |
| 1                                       | Chris Jericho bat Jeff Hardy                                                                   | Match simple.                                               | 12:59 |
| 2                                       | Lance Storm et William Regal (c) battent Kane et Rob Van Dam                                   | Match par équipes pour le championnat du monde par équipes. | 9:20  |
| 3                                       | Matt Hardy (avec Shannon Moore) bat Billy Kidman (c)                                           | Match simple pour le championnat des poids-moyens.          | 9:31  |
| 4                                       | The Undertaker bat Big Show (avec Paul Heyman)                                                 | Match simple.                                               | 14:08 |
| 5                                       | Brock Lesnar et Chris Benoit battent Team Angle (Charlie Haas, Kurt Angle et Shelton Benjamin) | match Handicap 2-vs-3                                       | 13:19 |
| 6                                       | Triple H (c) (avec Ric Flair) bat Scott Steiner                                                | Match simple pour le championnat du monde poids-lourd.      | 13:01 |
| 7                                       | Stone Cold Steve Austin bat Eric Bischoff                                                      | Match simple.                                               | 4:26  |
| 8                                       | The Rock bat Hulk Hogan                                                                        | Match simple.                                               | 12:20 |
| (c) désigne le(s) champion(s) en titre. |                                                                                                |                                                             |       |

### 2004
No Way Out 2004 s'est déroulé le 15 février 2004 au Cow Palace de San Francisco en Californie.
- Sunday Night Heat match : Tajiri, Akio et Sakoda def. Billy Kidman, Paul London et Ultimo Dragon (5:35)
  - Tajiri a effectué le tombé sur Dragon après un Powerslam de Sakoda.
- Rikishi et Scotty 2 Hotty def. The Basham Brothers (Doug et Danny) et Shaniqua dans un Match Handicap mixte pour conserver le WWE Tag Team Championship (8:16)
  - Rikishi a effectué le tombé sur Shaniqua après un Rump Shaker.
- Jamie Noble def. Nidia dans un « Petit-ami » contre « Petite-amie » Blindfold Match (4:23)
  - Noble a fait abandonner Nidia sur le Paydirt.
  - Noble était bandé pendant tout le match parce que Nidia, son ex petite-amie, souffrait de cécité et Noble exploitait ceci dans la storyline.
- The World's Greatest Tag Team (Shelton Benjamin et Charlie Haas) def. The APA (Bradshaw et Farooq) (7:21)
  - Benjamin a effectué le tombé sur Bradshaw après un superkick.
- Hardcore Holly def. Rhyno (9:54)
  - Holly a effectué le tombé sur Rhyno après un Alabama Slam.
- Chavo Guerrero, Jr. (w/Chavo Guerrero Sr.) def. Rey Mysterio (w/Jorge Páez) pour remporter le WWE Cruiserweight Championship (17:21)
  - Guerrero a effectué le tombé sur Mysterio avec un roll-up après que Chavo Sr. poussa Mysterio de la troisième corde.
- Kurt Angle def. Big Show et John Cena dans un Triple Threat Match (12:18)
  - Angle a fait abandonner John Cena sur le Ankle Lock pour obtenir une chance au WWE Championship à WrestleMania XX.
- Eddie Guerrero def. Brock Lesnar pour remporter le WWE Championship (30:07)
  - Eddie a effectué le tombé sur Lesnar après un Frog Splash.
  - Goldberg (prétendument arrêté plus tôt dans la soirée pour avoir attaqué Lesnar) est intervenu dans le match en portant un spear à Lesnar pendant que l'arbitre était inconscient.

### 2005
No Way Out 2005 s'est déroulé le 20 février 2005 au Mellon Arena de Pittsburgh en Pennsylvanie.
- Sunday Night Heat match : Hardcore Holly et Charlie Haas def. Kenzo Suzuki et René Duprée (w/Hiroko) (5:20)
  - Holly a effectué le tombé sur Suzuki après un Alabama Slam.
- Eddie Guerrero et Rey Mysterio def. The Basham Brothers (Doug et Danny) pour remporter le WWE Tag Team Championship (14:50)
  - Guerrero a effectué le tombé sur Doug après l'avoir frappé avec la ceinture.
- Booker-T def. Heidenreich par disqualification (6:49)
  - Heidenreich était disqualifié après avoir donné un coup de chaise à Booker.
- Chavo Guerrero, Jr. a gagné un Cruiserweight Open pour remporter le WWE Cruiserweight Championship (9:43)
  - Paul London a effectué le tombé sur Funaki (c) après que Spike le mit à terre (1:37)
  - London a effectué le tombé sur Spike Dudley après que Funaki lui porta un Superkick (1:56)
  - London a effectué le tombé sur Shannon Moore avec un 450° Splash
  - London a battu Akio par décompte à l'extérieur après un Top rope Swinging Neckbreaker qui faisait qu'Akio ne pouvait répondre au compte de dix (7:03)
  - Chavo Guerrero a effectué le tombé sur London après avoir renversé un roll up et utilisé les cordes (9:43)
- The Undertaker def. Luther Reigns (11:44)
  - L'undertaker a effectué le tombé sur Luther Reigns après son Tombstone Piledriver.
- John Cena def. Kurt Angle (19:22)
  - Cena a effectué le tombé sur Angle après un FU pour remporter cette finale du tournoi et avoir une chance au WWE Championship à WrestleMania 21.
- John « Bradshaw » Layfield def. Big Show dans un Barbed Wire Cage Match pour conserver le WWE Championship (15:11)
  - JBL se prenait un chokeslam de Big Show du haut de la cage et traversa le ring. Big Show sortit de la cage en cassant la chaîne de la porte à main nue, mais JBL était déjà au sol (controverse).
  - Orlando Jordan et les Basham Brothers (Doug et Danny) ont attaqué Big Show après le match. Batista et John Cena venaient à l'aide du Big Show. JBL était envoyé sur le rebord sur les tables et Orlando Jordan encaissait un Batista Bomb.

### 2006
No Way Out 2006 s'est déroulé le 19 février 2006 au 1st Mariner Arena de Baltimore dans le Maryland.
- Heat match : The Boogeyman def. Simon Dean (1:55)
  - Boogeyman a effectué le tombé sur Dean.
- Gregory Helms def. Brian Kendrick, Funaki, Kid Kash, Nunzio, Paul London, Scotty 2 Hotty, Psicosis et Super Crazy pour conserver le WWE Cruiserweight Championship (9:42)
  - Helms a effectué le tombé sur Psicosis après que Kid Kash porta un Dead Levels sur Psicosis.
- JBL (w/Jillian Hall) def. Bobby Lashley (10:58)
  - JBL a effectué le tombé sur Lashley après qu'il a reçu des coups de shillelagh de la part de Finlay et une Clothesline from Hell. Avant le match, Finlay avait agressé Lashley.
- Matt Hardy et Tatanka def. MNM (Joey Mercury et Johnny Nitro) (w/Melina) (10:28)
  - Tatanka et Hardy ont effectué le tombé sur les deux membres de MNM après un Twist of Fate de Hardy et un Samoan Drop de Tatanka simultanément.
- Chris Benoit def. Booker-T pour remporter le WWE United States Championship (18:13)
  - Benoit a fait abandonner Booker sur le Crippler Crossface.
- Randy Orton def. Rey Mysterio (17:28)
  - Orton a effectué le tombé sur Mysterio avec un roll-up en s'aidant des cordes pour remporter la chance au titre de Kurt Angle à WrestleMania 22.
- Kurt Angle def. The Undertaker pour conserver le World Heavyweight Championship (29:38)
  - Angle a effectué le tombé sur Undertaker après avoir renversé un Hell's Gate en un tombé.

### 2007
No Way Out 2007 s'est déroulé le 18 février 2007 au Staples Center de Los Angeles, Californie. C'était le dernier PPV exclusif à une division.
- Dark match : Rob Van Dam def. Shelton Benjamin (5:02)
  - Van Dam a effectué le tombé sur Benjamin après un Five-Star Frog Splash.
- Chris Benoit et The Hardys (Matt et Jeff) def. MNM (Joey Mercury et Johnny Nitro) (w/Melina) et M.V.P (14:19)
  - Benoit a fait abandonner Mercury sur le Crippler Crossface.
- Chavo Guerrero a gagné un Cruiserweight Open pour remporter le WWE Cruiserweight Championship (14:11)
  - Scotty 2 Hotty a effectué le tombé sur Daivari après un Worm (1:44)
  - Gregory Helms (c) a effectué le tombé sur Scotty après un Double knee facebreaker (3:44)
  - Helms a effectué le tombé sur Funaki après avoir échappé à un Crossbody de Funaki et s'être accroché à son slip (4:11)
  - Helms a effectué le tombé sur Shannon Moore après un Double knee facebreaker (6:12)
  - Jimmy Wang Yang a effectué le tombé sur Helms avec un Hurricanrana (8:02)
  - Yang a effectué le tombé sur Jamie Noble après un Moonsault (11:46)
  - Chavo Guerrero a effectué le tombé sur Yang après un Frog Splash dans le dos de Yang (15:49)
- Finlay et Hornswoggle def. The Boogeyman et le Little Boogeyman dans un match par équipe mixte(6:44)
  - Finlay a effectué le tombé sur Little Boogeyman après l'avoir frappé avec son shillelagh.
- Kane def. King Booker (w/Queen Sharmell) (12:38)
  - Kane a effectué le tombé sur Booker après un Chokeslam.
- Paul London et Brian Kendrick def. Deuce 'N Domino (w/Cherry) pour conserver le WWE Tag Team Championship (8:07)
  - Kendrick a effectué le tombé sur Deuce avec un Victory Roll.
- Mr. Kennedy def. ECW World Champion Bobby Lashley par disqualification (15:27)
  - Lashley était disqualifié après avoir frappé Kennedy avec une chaise. Lashley conservait le titre.
- Ashley Massaro a remporté un WWE Diva Talent Invitational avec comme participantes : Kelly Kelly, Layla El, Brooke Adams, Jillian Hall, Ariel, Candice Michelle et Maria
- John Cena et Shawn Michaels def. Batista et The Undertaker (22:09)
  - The Undertaker s'apprêtait à achever John Cena et gagner le match, mais il s'est mis à provoquer Batista. Ce dernier contrarié lui fit un Spinebuster et sortit du ring.
  - Pendant ce temps, The Undertaker se prit un Sweet Chin Music de HBK suivit d'un F-U de John Cena pour le tombé victorieux.
  - Après le match, The Undertaker se releva et regarda Batista d'un air contrarié.

### 2009
No Way Out 2009 est le 11e No Way Out produit par la World Wrestling Entertainment. Ce spectacle se déroula le 15 février 2009 au Key Arena à Seattle dans l'État de Washington.
La musique officielle du PPV est Hunt you Down de Saliva.
Le DVD de No Way Out 2009 est disponible en version française, anglaise, italienne, allemande et espagnole.
| #                                                                | Match                                                                      | Stipulation                                                      | Durée |
| ---------------------------------------------------------------- | -------------------------------------------------------------------------- | ---------------------------------------------------------------- | ----- |
| Dark                                                             | Melina (c) bat Beth Phoenix                                                | Match Simple pour le WWE Women's Championship                    | 6:26  |
| 1                                                                | Triple H bat Edge (c), Vladimir Kozlov, Big Show, Jeff Hardy et Undertaker | Elimination Chamber Match pour le WWE Championship               | 35:55 |
| 2                                                                | Randy Orton bat Shane McMahon                                              | No Holds Barred Match                                            | 18:16 |
| 3                                                                | Jack Swagger (c) bat Finlay (w/Hornswoggle)                                | Match Simple pour le ECW Championship                            | 7:53  |
| 4                                                                | Shawn Michaels bat JBL                                                     | All Or Nothing Match                                             | 13:20 |
| 5                                                                | Edge bat John Cena (c), Kane, Mike Knox, Chris Jericho et Rey Mysterio     | Elimination Chamber Match pour le World Heavyweight Championship | 29:46 |
| (c) désigne le(s) champion(s) défendant son titre dans le match. |                                                                            |                                                                  |       |

- Triple H def. Edge (c), Vladimir Kozlov, The Big Show, Jeff Hardy et The Undertaker dans un Elimination Chamber Match pour remporter le WWE Championship (35:55)
  - Triple H a gagné pour la 4e fois un Elimination Chamber et obtient son 13e titre majeur.

| Élimination # | Lutteur         | Entrée | Éliminé par    | Manière                                                                                            | Temps |
| ------------- | --------------- | ------ | -------------- | -------------------------------------------------------------------------------------------------- | ----- |
| 1             | Edge            | 1      | Jeff Hardy     | Petit paquet                                                                                       | 2:59  |
| 2             | Vladimir Kozlov | 3      | The Undertaker | Last Ride                                                                                          | 22:57 |
| 3             | The Big Show    | 4      | Triple H       | Superplex,de l'Undertaker, Pedigree de Triple H & Swanton Bomb du haut d'une cellule de Jeff Hardy | 26:09 |
| 4             | Jeff Hardy      | 2      | The Undertaker | Tombstone Piledriver                                                                               | 28:28 |
| 5             | The Undertaker  | 6      | Triple H       | Pedigree                                                                                           | 35:55 |
| Vainqueur     | Triple H        | 5      |                | |       |

- Edge def. John Cena (c), Kane, Mike Knox, Chris Jericho et Rey Mysterio dans un Elimination Chamber match pour remporter le WWE World Heavyweight Championship (29:48)
  - Edge a participé aux deux Elimination Chamber de la soirée et a battu le record du temps le plus court entre deux possessions de titres mondiaux. Pour ce faire, Edge a évincé Kofi Kingston avant son entrée dans le deuxième Elimination Chamber en le frappant par derrière. Kofi Kingston n'a donc pas participé au match Elimination Chamber.

| Élimination # | Lutteur       | Entrée | Éliminé par   | Manière                                                                                                  | Temps |
| ------------- | ------------- | ------ | ------------- | --- | ----- |
| 1             | Kane          | 3      | Rey Mysterio  | 619 de Rey Mysterio , Codebreaker de Chris Jericho & Seated Senton du haut d'une cellule de Rey Mysterio | 9:37  |
| 2             | Mike Knox     | 4      | Chris Jericho | Codebreaker                                                                                              | 14:42 |
| 3             | John Cena     | 6      | Edge          | Codebreaker de Chris Jericho, 619 de Rey Mysterio & Spear d'Edge                                         | 22:22 |
| 4             | Chris Jericho | 2      | Rey Mysterio  | Roll-up                                                                                                  | 23:54 |
| 5             | Rey Mysterio  | 1      | Edge          | Spear | 29:46 |
| Vainqueur     | Edge          | 5      |               | | 29:46 |

### 2010
No Way Out devient Elimination Chamber mais en gardant les Elimination Chamber match.

### 2012
No Way Out revient pour la 12e édition du pay-per-view. Le spectacle se déroulera le 17 juin 2012 au Izod Center de East Rutherford, dans le New Jersey. L'Elimination Chamber ne sera pas présente mais le show mettra en scène d'autres matchs à stipulation, où il sera impossible de s'échapper.